# Don’t Say "Lazy"
A Don’t say "lazy" az Akijama Mio (hangja: Hikasza Jóko), Hiraszava Jui (Tojoszaki Aki), Tainaka Ricu (Szató Szatomi) és Kotobuki Cumugi (Kotobuki Minako) által alkotott kitalált Szakuragaoka Lánygimnázium könnyűzenei klubjának második kislemeze, a K-On! című animesorozat első zárófőcím dala. A lemez 2009. április 22-én jelent meg Japánban a Pony Canyon kiadóvállalat gondozásában, ahol a második helyen mutatkozott be az Oricon heti eladási listáján 67 000 példánnyal. A dal elnyerte a 2009-es Animation Kobe legjobb témazenéjének járó díját. A kislemez fizikai kiadása 2009 májusában aranylemez (100 000 leszállított darab), míg címadó dalának teljes hosszúságú digitális változata 2010 májusában platinalemez (250 000 letöltés) minősítést ért el.

## Számlista
1. Don't say "lazy" – 4:27
2. Sweet Bitter Beauty Song – 4:21
3. Don't say "lazy" (instrumental) – 4:27
4. Sweet Bitter Beauty Song (instrumental) - 4:21